# Національний парк Кібіра
Національний парк Кібіра (фр. Parc national de Kibira) — національний парк на північному заході Бурунді. Парк охоплює 400 км². Він простягається на північ від провінційного міста Мурамв'я до кордону з Руандою, де межує з національним парком Ньюнгве. На воду з лісів національного парку Кібіра припадає понад три чверті води, що надходить у найбільшу дамбу країни, яка генерує половину гідроелектроенергії, виробленої в країні.
Близько 16 % парку складається з первинних гірських тропічних лісів (єдиний гірський ліс в країні) і прилягає до двох великих чайних плантацій, одна в Тезі, а інша в Рувегурі. Парк знаходиться на висоті 1100 м. Парком керує Національний інститут охорони навколишнього середовища та охорони природи (INECN).

## Флора
Всього в парку задокументовано 644 види рослин. Домінуючі види дерев:Symphonia globulifera, Newtonia buchananii, Albizia gummifera та Entandrophragma excelsum. Ліс містить ділянки гірських боліт і бамбукових заростей.

## Фауна
У лісі зустрічається 98 видів ссавців та 200 видів птахів. Кібіра є домом для багатьох видів приматів, включаючи шимпанзе та чорно-білих колобусів.
Незважаючи на те, що Кібіра не була так ретельно вивчена, як сусідні заповідні території, вона вважається «найважливішим місцем у Бурунді для збереження птахів гірських лісів».
В парку можна зустріти великого блакитного турако, гірського канюка (Buteo oreophilus), біло-плямистого погонича (Sarothrura pulchra), сірого папугу (Psittacus erithacus), смугастохвостого трогона (Apaloderma vittatum) і сірощокого калао (Bycanistes subcylindricus).

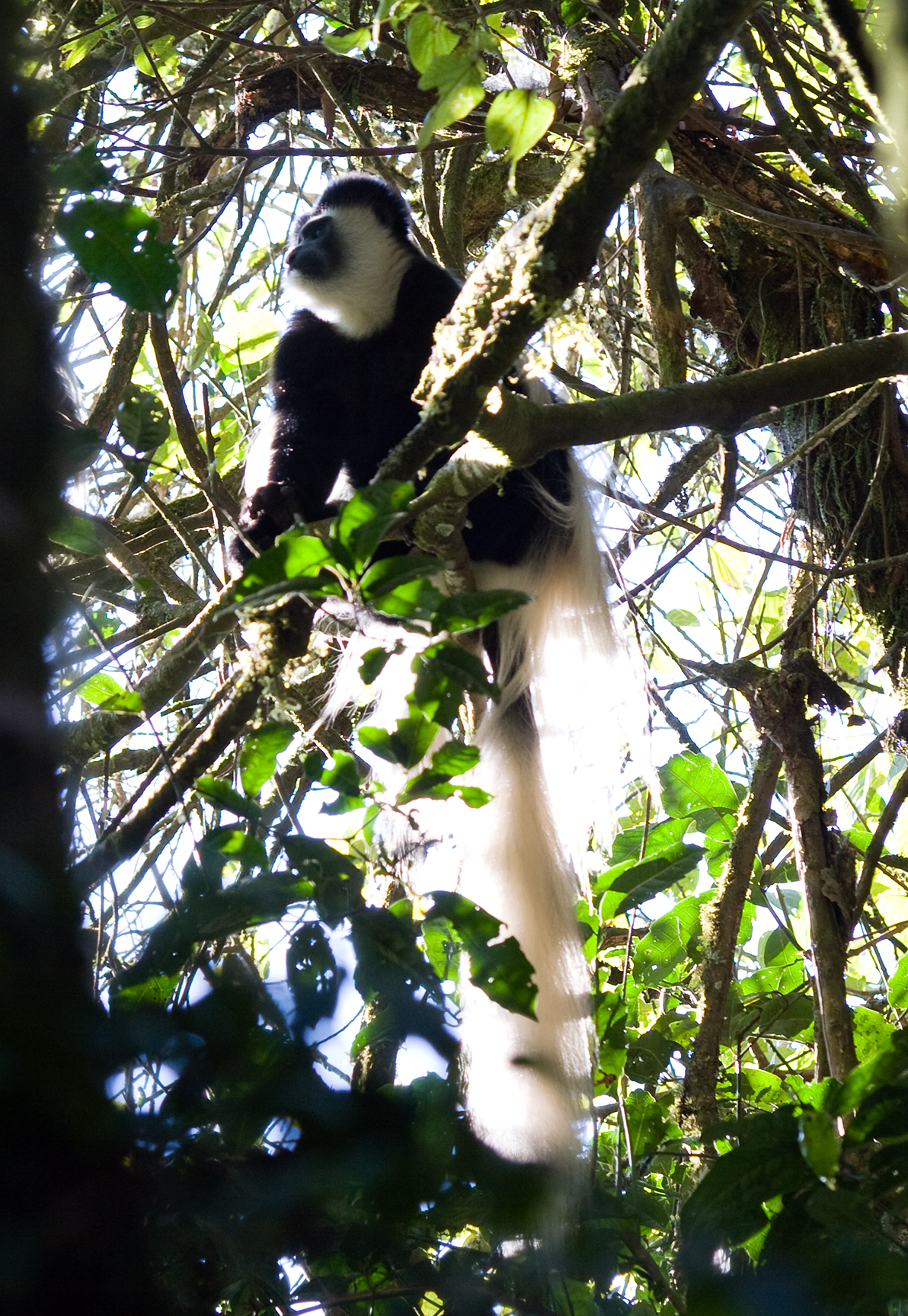
Чорно-біла мавпа колобус

## Історія
До 1933 року цей ліс був мисливським заповідником королів Бурунді. Місцеві жителі шанували ліс, наділяючи його магічною силою. Визнавалися права користування для випасу худоби та збирання лісових продуктів.
Священний статус лісу ще до колоніальної ери допоміг зберегти його. Між 1933 і 1980 роками Кібіра була класифікована як лісовий заповідник хребта Конго-Ніл, спочатку під владою Бельгії, а після здобуття незалежності, під владою Бурунді, з липня 1962 року. Регулювався і контролювався лише видобуток високоцінної деревини.

## Галерея

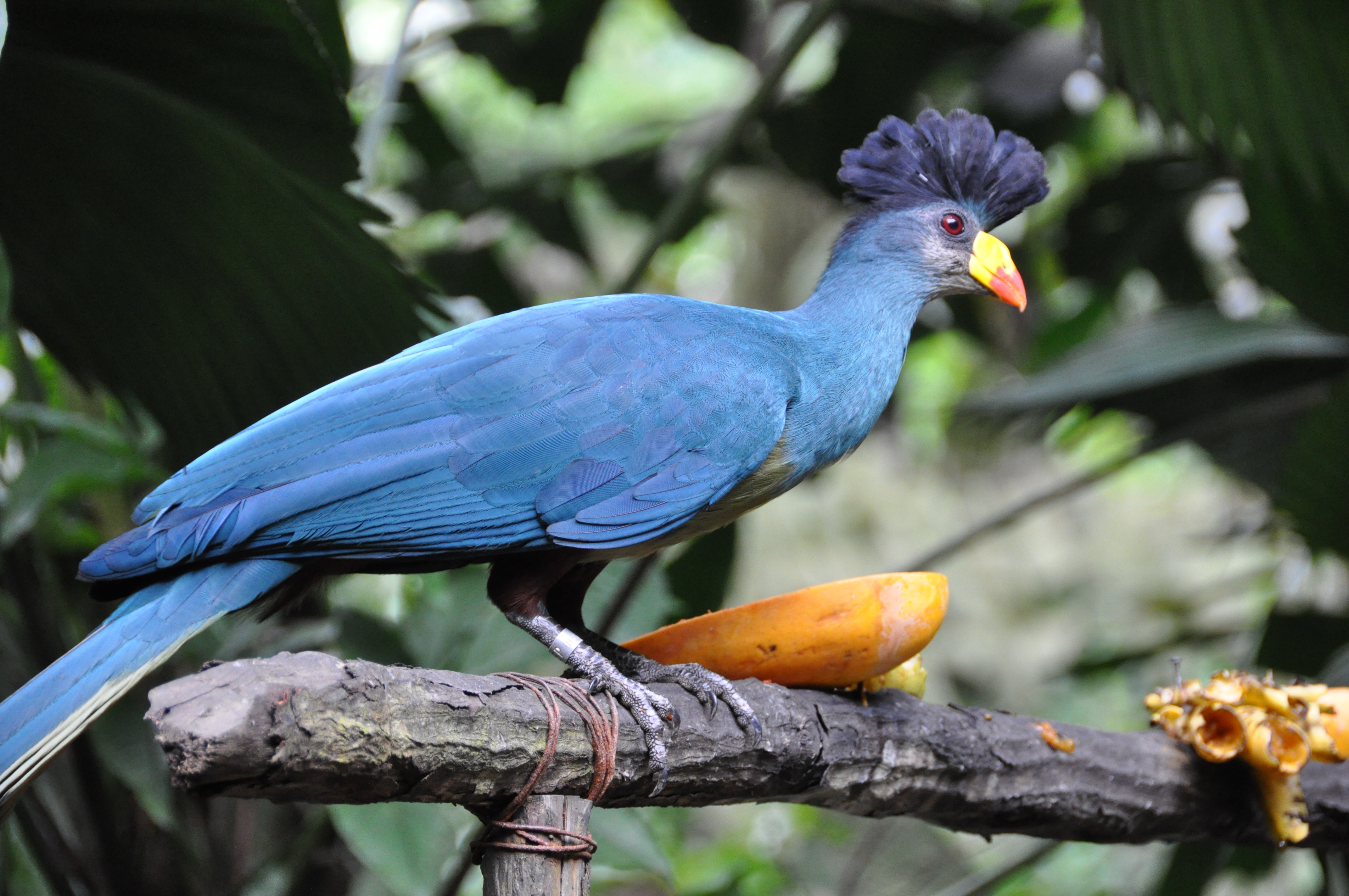
Великий блакитний турако
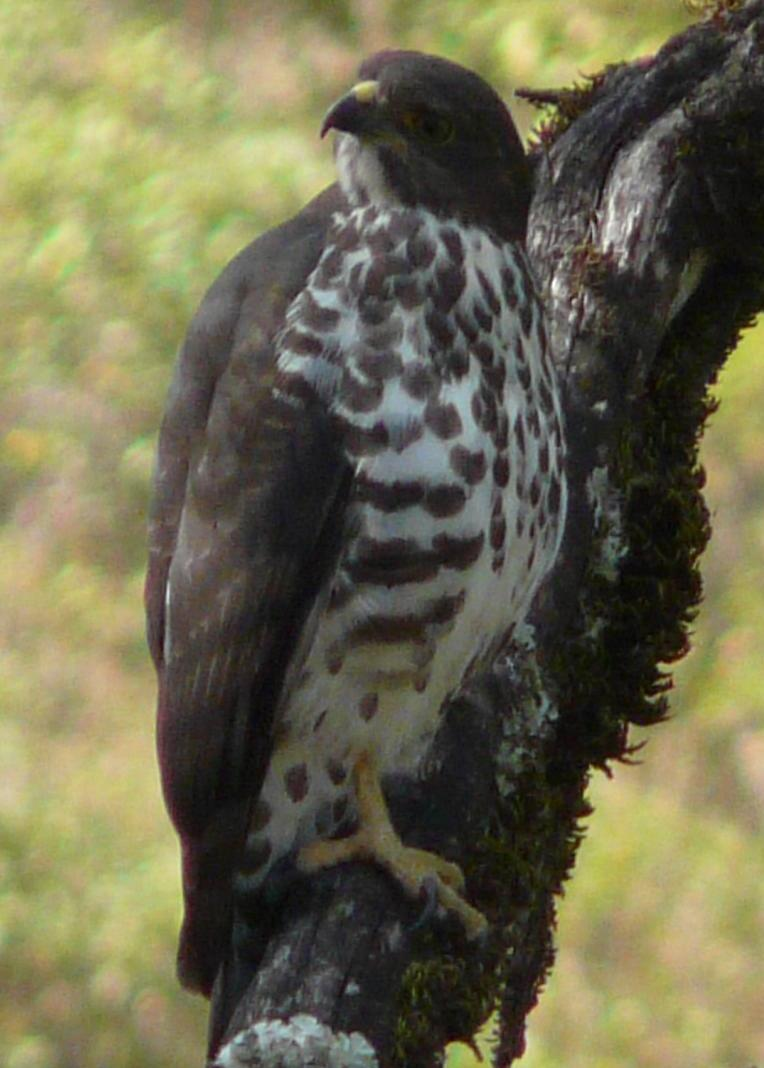
Гірський канюк
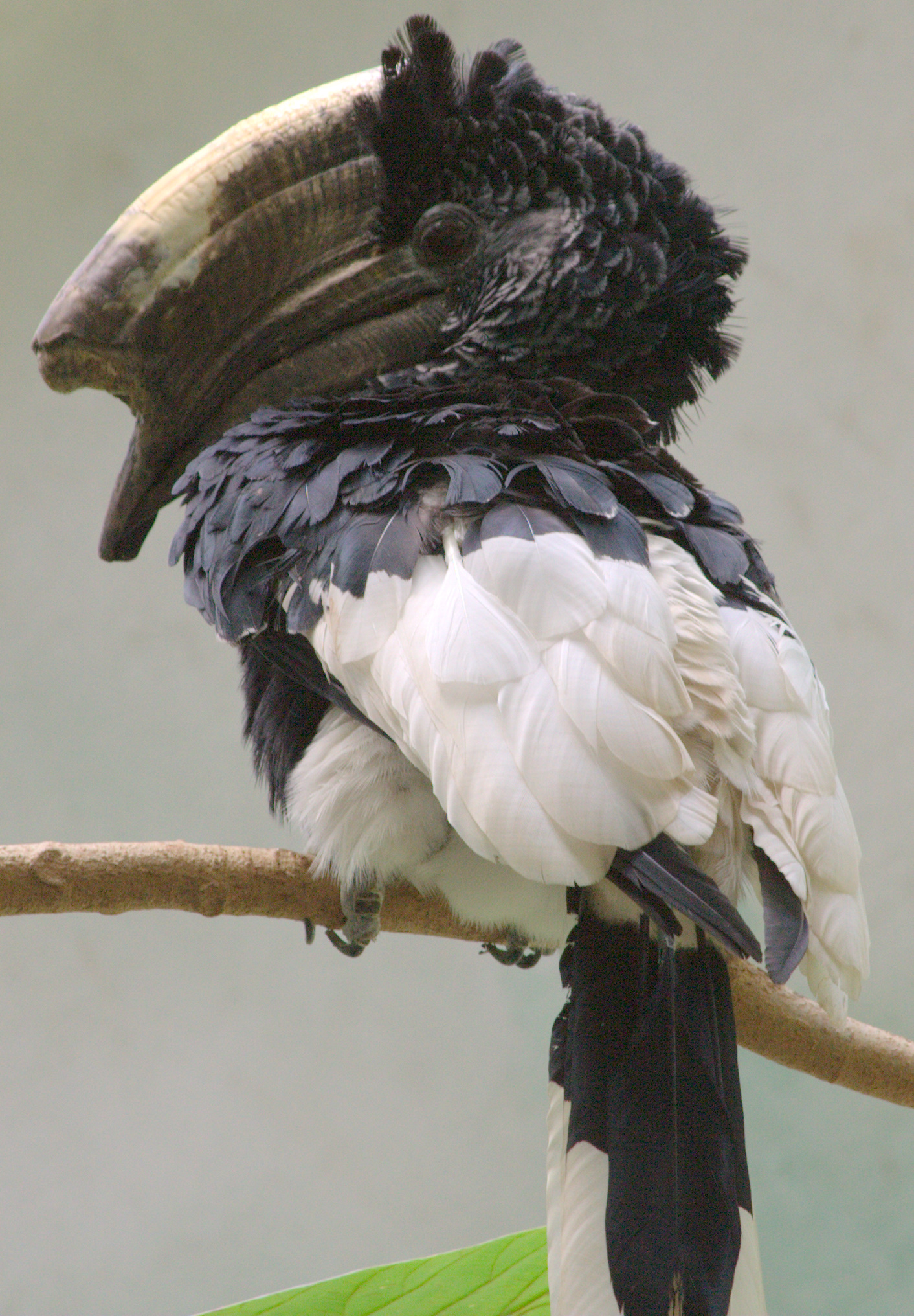
Чорно-білий калао